# Вьетнам на летних Олимпийских играх 1960
Вьетнам принимал участие в Летних Олимпийских играх 1960 года в Риме (Италия) в третий раз за свою историю, но не завоевал ни одной медали.

## Результаты соревнований

### Плавание
Мужчины
| Спортсмен     | Дистанция            | Первый раунд | Первый раунд | Полуфинал | Полуфинал | Финал     | Финал     |
| Спортсмен     | Дистанция            | Результат    | Место        | Результат | Место     | Результат | Место     |
| ------------- | -------------------- | ------------ | ------------ | --------- | --------- | --------- | --------- |
| Пхан Хыу Донг | 100 м вольным стилем | 1:01,3       | 44           | Не прошёл | Не прошёл | Не прошёл | Не прошёл |
| Чыонг Ке Нхон | 200 м брассом        | 2:53,0       | 32           | Не прошёл | Не прошёл | Не прошёл | Не прошёл |

### Фехтование
Мужчины
| Спортсмен    | Вид    | Первый раунд | Первый раунд | Первый раунд   | Второй раунд       | Второй раунд | Второй раунд   | Четвертьфинал      | Четвертьфинал | Четвертьфинал  | Полуфинал          | Полуфинал | Полуфинал      | Финальный раунд    | Финальный раунд | Финальный раунд | Место |
| Спортсмен    | Вид    | Соперник Результат | Уколы        | Место в группе | Соперник Результат | Уколы        | Место в группе | Соперник Результат | Уколы         | Место в группе | Соперник Результат | Уколы     | Место в группе | Соперник Результат | Уколы           | Место в группе  | Место |
| ------------ | ------ | --- | ------------ | -------------- | ------------------ | ------------ | -------------- | ------------------ | ------------- | -------------- | ------------------ | --------- | -------------- | ------------------ | --------------- | --------------- | ----- |
| Чан Ван Суан | Рапира | LUXЖан Линк П 3:5 HUNЛасло Камути П 1:5 AUSБрайан Макковейдж П 4:5 JPNХэйсабуро Окава П 0:5 SWEОрвар Линдвалль П 4:5 MARЧарльз Эль-Гресси ?     | 12:25        | 7              | Не прошёл          | Не прошёл    | Не прошёл      | Не прошёл          | Не прошёл     | Не прошёл      | Не прошёл          | Не прошёл | Не прошёл      | Не прошёл          | Не прошёл       | Не прошёл       | 61—71 |
| Чан Ван Суан | Шпага  | HUNЙожеф Шакович П 1:5 BELРоже Ахтен П 2:5 PORЖозе Пинту Феррейра П 2:5 FINКай Чарнецкий П 2:5 SWEХанс Лагервалль П 1:5 YUGАлександар Васин DNS | 8:25         | 6              | Не прошёл          | Не прошёл    | Не прошёл      | Не прошёл          | Не прошёл     | Не прошёл      | Не прошёл          | Не прошёл | Не прошёл      | Не прошёл          | Не прошёл       | Не прошёл       | 61—72 |
| Чан Ван Суан | Сабля  | USAАллан Квартлер П 1:5 URUТеодоро Гольярди П 1:5 FRAЖак Лефевр П 2:5 JPNМицуюки Фунамицу П 4:5 ISRДавид ван Гельдер В 5:0                      | 13:20        | 5              | Не прошёл          | Не прошёл    | Не прошёл      | Не прошёл          | Не прошёл     | Не прошёл      | Не прошёл          | Не прошёл | Не прошёл      | Не прошёл          | Не прошёл       | Не прошёл       | 49—61 |